# Kronološki pregled pandemije COVID-19 (2019.)
Ovaj članak dokumentira kronološki i epidemiološki pregled pandemije koronavirusa 2019./20. od samog početka do 31. prosinca 2019. godine. Prvi slučaj je identificiran u Wuhanu, Kini.

## Listopad i studeni 2019.
Prema filogenetskoj analizi, stručna procjena sugerira podrijetlo između 22. i 24. studenog 2019. (Dati interval povjerenja je kontroverzan, ali uglavnom manji od mjesec dana) Također, iako gotovo uvjerljivi dokazi ukazuju na šišmiše kao prirodne domaćine virusa, put prenošenja na ljude, zoonotsko podrijetlo se najvjerojatnije dogodilo preko posredničkog domaćina divljih životinja. Pretpostavilo se i dalje dokazano da novi koronavirus koristi ACE2, isti receptor za ulazak kao SARS-CoV. Moguća je (ili u razmatranju) sposobnost virusa za prijenos s čovjeka na čovjeka evoluirala nakon njegova zoonotskog prijenosa.

## Prosinac 2019.

### 1. prosinca
Klinička studija dokumentirala je slučaj indeksa ili nultog pacijenta - njegovi su simptomi započeli 1. prosinca 2019. (Huang i sur., 24. – 30. siječnja 2020., The Lancet, Fig.1B i p. 500). Studija je sažeto istražila laboratorijski potvrđene slučajeve od 2. siječnja 2020., a iako nije izričit za svaki pojedinačni slučaj, primijećeno je da je prvi slučaj muškarac, nije bio na veletržnici Huanan Seafood Wuhan, da njegova obitelj nije bila pogođena i da nije pronađena epidemiološka veza između njega i ostalih slučajeva.

### 15. – 16. prosinca
Prvi dokumentirani prijem u bolnicu, kasnije laboratorijski potvrđen kao slučaj infekcije SARS-CoV-2, bio je 15. prosinca 2019. Međutim, Huang i sur. (24. – 30. siječnja 2020., Lancet) pokazuju da je prvi prijem u bolnicu bio 16. prosinca 2019. godine.

### 24. prosinca
Nerješeni klinički slučaj otvara prvu znanstvenu uključenost. Uzorak bronhalne alveolarne tekućine (BAL) poslan je iz Središnje bolnice Wuhan u Vision Medicals.

### 27. prosinca
Nakon što je otkriveno da CT skan jednog starijeg para nije normalan, Zhang Jixian je zamolio sina tog para da se podvrgne ispitivanju i otkrio je isti uzorak. Zhang Jixian radio je kao medicinski stručnjak za vrijeme epidemije SARS-a 2003. i bio je svjestan znakova osjetljivog izbijanja zarazne bolesti.

### 30. prosinca

#### Prve službene poruke
- Nadzorni liječnici moraju se držati discipline i stvarati specijalizirane jedinice.
- Opće osoblje mora biti pažljivo, posebno promatrajući bolesnike sa simptomima zarazne upale pluća.
- Statistički materijal mora se pažljivo prikupiti i poslati Općinskoj zdravstvenoj komisiji Wuhan i Zdravstvenom odboru provincije Hubei.
- Statistički materijal za prošli tjedan, koji se odnosi na bolesnike sa simptomima zarazne upale pluća, ovog dana trebao bi biti poslan općinskoj zdravstvenoj komisiji Wuhan prije 4 sata.
- Bez odobrenja ovlaštenog osoblja nitko ne smije širiti informacije o medicinskom tretmanu.[6][7][8]

### 31. prosinca

#### Prve poruke općoj javnosti
Poruka prenosi dojam budnosti, rezimirajući jučerašnje narudžbe u gradskim bolnicama, naglašavajući tekuća znanstvena i klinička ispitivanja te traženje bolničke njege kada se pojavi upornu vrućicu dok pacijent pokazuje simptome upale pluća; kao i savjetovanje javnosti da nose maske za lice i da izbjegavaju zatvorena javna mjesta i gužve.
```
    *Broj slučajeva: 27
    *Teški slučajevi: 7
    *Oporavak: 2
    Za sada: nema smrtnih slučajeva, nisu zaraženi zdravstveni radnici, nema znakova prenošenja s čovjeka na čovjeka, uzrok infekcije pneumonijom i dalje pod istragom
```

Kineska državna televizija CCTV kanal 13 u svojim dnevnim vijestima i putem Weibo računa "YangShiXinWen" poslala je upozorenje o nepoznatom virusu, dodajući da će tim stručnjaka Nacionalne zdravstvene komisije stići u Wuhan.